# 豊島園 庭の湯
豊島園 庭の湯（としまえん にわのゆ）は、東京都練馬区に所在する西武グループの温泉入浴施設。

## 概要
としまえん（2020年閉園）に隣接した料亭「池畔亭」の敷地に、スパ、サウナなどを備えた2階建て温泉入浴施設として2003年6月28日に開業した。造園家小形研三が設計し、旧池畔亭の日本庭園を生かして温泉から庭園を望む。
所有者の西武鉄道が株式会社西武園ゆうえんち（旧株式会社豊島園）へ業務委託していたが、2023年4月1日から西武レクリエーション株式会社が施設を賃借して運営する。

## 施設内

### 1階
温泉を中心にエステやスパなど各種サービスを提供する。

#### バーデゾーン
リラックスをしながら健康な体になれる以下のような施設が計6か所あるエリア。バーデゾーンのみ混浴施設。ここでは水着の着用が義務付けられている。
バーデプール
ネックシャワー・フローティング・ボディーマッサージ・ホットタブ・アクアストレッチング・歩行浴など楽しみながら健康増進に役立つプール施設。
スチームサウナ
室内をアロマを含んだ水蒸気で温め、体にやさしく発汗を促してくれる施設。
死海プール
イスラエルから取り寄せた死海の塩を使用しており、水に入りながら浮遊感を体感出来ながら体の老廃物を体内水分と共に体外へ排出する効果を試すことが出来る施設。2010年6月28日で終了し、2010年7月1日からはホットタブとなる。
屋外天然温泉ジャグジー
日本庭園を間近にしながら天然温泉のジャグジーを楽しむことが出来る施設。
屋外軟水ジャグジー
肌に優しい軟水を使用した施設。
フィンランドサウナ
乾式タイプのサウナ。アロマ水をかけ香りのある高温の熱気で体内の老廃物や汗を流しだすアウフグースを実施している。

#### 浴室・露天ゾーン
地下1,445 mから湧き出るナトリウム-塩化物強塩温泉を楽しむことが出来る施設。
天然温泉浴
地下1,445 mから汲み上げた天然温泉。当館を代表するお風呂でもある。
天然温泉寝浴
中温の温泉水を使用した寝風呂。足、腰あたりから水流が吹き出し、マッサージも受けられる。
天然温泉ミクロバイブラ浴
白い超ミクロ気泡が全身を包み込み、ソフトな泡刺激を受けながら楽しむことが出来る。
虎目石軟水浴
肌に優しい軟水を使用したお風呂。水のゆらめきで黄金に輝く虎目石を一面に貼りめぐらせた浴槽で天然石のパワーを感じられる。
天然温泉露天岩風呂
四季折々の草花を眺めながら天然温泉を楽しむことが出来る露天風呂。
露天信楽焼風呂
信楽焼で焼いた一人用の壺の中に天然温泉を流しこんである露天風呂。

#### サウナゾーン
各種サウナを体験することが出来る施設。
フィンランドサウナ
乾式タイプのサウナ。アウフグースを実施している。
テルマリウムサウナ
温められた床、壁、椅子から穏やかに熱が伝えられ快適な発汗が出来る。古代ローマ時代の風呂の蒸気浴が楽しむことが出来る。

#### 美肌所/ボディクリーン
肌にやさしいアカスリを体験できる施設。従来のアカスリとは異なり、血行促進と美肌効果を融合させたアカスリを体験することができる。

#### 岩盤浴棟
岩盤浴を体験できる施設。入館料とは別に利用料金が必要。

#### 日本庭園
小形研三によって設計されたおよそ1,200 坪の庭園に手を加えたもの。

### 2階
入浴後にくつろぎを楽しめる施設がそろっているフロア。

#### リラクゼーションエリア
1階で様々な風呂を楽しんだあと、目の前に広がる日本庭園を見ながら過ごすことが出来るエリア。
オープンリラクゼーションエリア
日本庭園を見下ろしながらくつろぐことが出来るエリア。一部の席にはテレビモニターが付いており、国内の番組を視聴することも出来る。
クローズドリラクゼーションルーム
静かな音楽が流れており、ディスプレイされた天然石・炭などのマイナスイオン効果を堪能出来る。
ウェルネスコーナー
最新式の高機能マッサージチェアを気軽に楽しむことが出来る。

#### ほぐし処/ボディケア
ボディケア
全身を走る十四経路や骨格・筋肉の歪みやずれを加圧して、リラクゼーション効果を高め自然治癒力を引き出すことが出来る。
リフレクソロジー
足裏のツボ「反射区ゾーン」をくまなく刺激する足裏健康法が楽しむことが出来る。足の疲れ、むくみ、だるさを解消することが出来る。

#### テワラン/タイ古式療法
2500年もの長い間タイで行われている手技療法を楽しむことが出来る。下肢を重点とする療法であり、体全体をゆっくりとほぐすとともに、普段ほぐしきれない筋肉や関節の歪みを調整してくれる。

#### お食事処「緑水亭」
四季折々の食材をふんだんに使用した和食を楽しむことが出来るレストラン。

#### おみやげ処
各種入浴剤や健康茶など、「ヘルシー & リラクゼーション」をテーマとした商品を販売している。

#### 和室棟
広々とした和室の休憩所。待ち合わせや談話などで使用することが出来るほか、事前予約をすれば貸室や会食（平日限定）の場としても利用ができる。

## アクセス
鉄道
豊島園駅（西武豊島線）下車。徒歩1分。(都営地下鉄大江戸線）下車。徒歩2分。
バス
西武バス
練47系統（練馬駅北口 - 下赤塚駅 - 成増駅南口）バスに乗車し、「豊島園」で下車。
国際興業バス
赤01・練95系統（練馬駅 - 赤羽駅西口）バスに乗車し、「豊島園」で下車。

## その他
- 2011年3月12日、前日に起きた東北地方太平洋沖地震の影響により施設の点検等を行うため、この日の営業を中止した。
- 2019年11月12日、現住建造物等放火未遂の容疑で65歳の従業員の男が逮捕された[要出典]。10月27日に建物の2階倉庫内にて、ライターでタオルに火をつけ燃やそうとした疑い。他の従業員が気付いて消火した為、大きな被害にはならなかった。